# Joey Ramone
Jeffrey Ross Hyman (sinh ngày 19/05/1951 – mất ngày 15/04/2001, nghệ danh: Joey Ramone) là nam nhạc sĩ, ca sĩ hát chính của nhóm punk rock Ramones.

## Thời thơ ấu
Jeffrey Ross Hyman sinh ra tại Queens, New York trong một gia đình gốc Do Thái. Cha mẹ ông là bà Charlotte (nhũ danh: Mandell) và ông Noel Hyman.